# Hosta capitata
Hosta capitata là một loài thực vật có hoa trong họ Măng tây. Loài này được (Koidz.) Nakai mô tả khoa học đầu tiên năm 1930.

## Hình ảnh

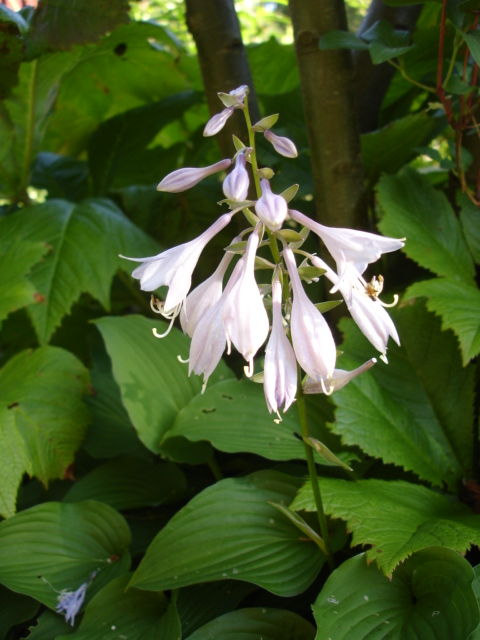